# Epiplema subflavida
Epiplema subflavida är en fjärilsart som beskrevs av Swinhoe 1906. Epiplema subflavida ingår i släktet Epiplema och familjen Uraniidae. Inga underarter finns listade i Catalogue of Life.